# Malagiella ambalavo
Malagiella ambalavo is een spinnensoort in de familie van de dwergcelspinnen. De spin behoort tot het geslacht Malagiella. De wetenschappelijke naam van de soort werd voor het eerst geldig gepubliceerd in 2011 door Ubick & Griswold.
De soort is endemisch in Madagaskar en komt voor in de regio Haute Matsiatra. De soort leeft op het Andringitramassief op een hoogte van rond de 1275 meter. Het vrouwtje heeft een lengte van 1,41 millimeter.